# نهاية مشوقة (فلم)
نهاية مشوقة  (بالإنجليزية: Cliffhanger) هو فيلم حركة تم إنتاجه في فرنسا وإيطاليا وصدر في سنة 1993. الفيلم من إخراج ريني هارلن من بطولة سيلفستر ستالون وجون ليثغو ومايكل روكر وجنين تيرنر وريكس لين.

## الميزانية والإيرادات
بلغت تكلفة إنتاج الفيلم حوالي 65 مليون دولار بينما حقق أرباحا تقدر بـ 255,325,036 دولار.

## وصلات خارجية
- مقالات تستعمل روابط فنية بلا صلة مع ويكي بيانات